# John Carpenter

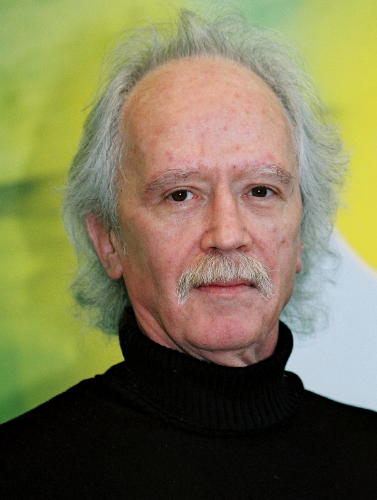
John Carpenter

John Howard Carpenter (n. 16 ianuarie 1948, Carthage⁠(d), Comitatul Jefferson, New York, New York, SUA) este un regizor de film, producător, compozitor și ocazional actor american. Cu toate că John Carpenter a lucrat cu diferite genuri de film, el este asociat cel mai frecvent cu filmele de groază, de acțiune și științifico-fantastice din anii 1970 - anii 1980. Carpenter este în general recunoscut ca unul dintre cei mai mari maeștri ai genului horror. La Festivalul de Film de la Cannes din 2019, a primit Premiul Carrosse d'Or din partea asociației regizorilor francezi, care l-au lăudat ca pe „un geniu creativ al emoțiilor brute, fantastice și spectaculoase”.
Majoritatea filmelor din cariera lui Carpenter au fost inițial eșecuri comerciale și critice, excepții notabile fiind Halloween (1978), Ceața (1980), Evadare din New York (1981) și Omul din stele (1984). Cu toate acestea, multe dintre filmele lui Carpenter din anii 1970 și 1980 au ajuns să fie considerate filme clasice idol, iar el a fost recunoscut ca un regizor influent. Printre filmele sale clasice idol se numără Steaua întunecată (1974), Atac la secția 13 (1976), Creatura (1982), Christine (1983), Scandal în cartierul chinezesc (1986), Prince of Darkness (1987), Ei trăiesc (1988) și Creatorii de coșmaruri (1994). El a revenit la franciza Halloween atât ca un compozitor, cât și ca producător executiv pentru continuarea horror Halloween (2018).
Carpenter a compus singur sau cu alți compozitori majoritatea muzicii filmelor sale. A câștigat Premiul Saturn pentru cea mai bună muzică (Saturn Award for Best Music) pentru filmul Vampirii (1998). Carpenter a lansat patru albume de studio, intitulate Lost Themes (2015), Lost Themes II (2016), Anthology: Movie Themes 1974–1998 (2017) și Lost Themes III: Alive After Death (2021).

## Filmografie

### Ca regizor
- Steaua întunecată (1974)
- Atac la secția 13 (1976)
- Halloween (1978)
- Someone's Watching Me! (1978)
- Elvis (1979)
- Ceața (1980)
- Evadare din New York (1981)
- Creatura (1982)
- Christine - Mașina ucigașă (1983)
- Omul din stele (1984)
- Scandal în cartierul chinezesc (1986)
- Prince of Darkness (1987)
- Ei trăiesc (1988)
- Memoriile omului invizibil (1992)
- Body Bags (1993)
- Creatorii de coșmaruri (1995)
- Orașul celor blestemați (1995)
- Evadare din Los Angeles (1996)
- Vampirii (1998)
- Fantomele de pe Marte (2001)
- Pavilionul (2010)
- Prințul (2014)